# Ponte di volo

Il ponte di volo dell'incrociatore portaeromobili Giuseppe Garibaldi (C 551) ben visibile durante il suo allestimento nei cantieri navali

Il ponte di volo è la superficie di una portaerei o di una portaeromobili, utilizzata per il decollo e l'atterraggio degli aeromobili.

## Descrizione
La sua lunghezza è molto inferiore a quella di una pista tradizionale e perciò il decollo e l'atterraggio (in gergo, appontaggio) dei velivoli viene facilitato grazie all'impiego di speciali ausili:
- una catapulta, per accelerare l'aereo in decollo;
- uno o più cavi d'arresto, per frenare il velivolo in atterraggio.

Le portaerei con trampolino sui loro ponti di volo sono Classe Admiral Kuznecov, Classe Queen Elizabeth, Classe Vikrant, Classe Canberra, Shandong, Vikramaditya, Cavour, Juan Carlos I, Anadolu, Chakri Naruebet, Giuseppe Garibaldi il numero di paesi operativi è nove.
Alcune portaerei hanno la parte finale del ponte di volo inclinabile, in modo da facilitare l'involo di velivoli, in particolare per gli STOL (a decollo e atterraggio corto).
L'appontaggio e il decollo dal ponte di volo sono manovre particolarmente critiche che richiedono specifico addestramento da parte dei piloti sia a causa dell'instabilità della superficie, sia per le sue ridotte dimensioni.